# Ponta Bere Harat
Ponta Bere Harat ist ein Kap auf der osttimoresischen Insel Atauro, die der Landeshauptstadt Dili vorgelagert ist. Es liegt im Suco Macadade und bildet den südwestlichsten Punkt der Insel. Östlich befindet sich das Dorf Berau.